# ドン・ジョヴァンニ・レコーズ
ドン・ジョヴァンニ・レコーズ（Don Giovanni Records）は、アメリカ合衆国ニュージャージー州ニューブランズウィックのインディー・レコードレーベル。主にパンクバンドを扱っており、アンダーグラウンド・パンクシーンのミュージシャンを多数輩出している。

## 概要
2003年、ボストン大学の学生だったJoseph SteinhardtとZach Gajewskiによってボストンで設立される。2人は大学卒業後ニューブランズウィックに拠点を移し、ニュージャージーとニューヨークのアンダーグラウンド・パンクシーンに特化したレーベルとして作品をリリースしていった。2011年、ビルボード誌が発表したアメリカのインディーレーベル・ベスト50に選ばれている。

## 主なアーティスト
かつて契約していたアーティストを含む
- Black Wine
- Brick Mower
- California X
- Downtown Boys
- Dustheads
- The Ergs!
- For Science
- Hilly Eye
- Jeffrey Lewis
- Laura Stevenson & The Cans
- Larry Livermore
- The Measure (SA)
- Modern Hut
- Noun
- Nude Beach
- Priests
- Sammus
- Screaming Females
- Snakebite
- Shellshag
- Upset
- Waxahatchee - ワクサハッチー